# Pragiense
| Era Eratema | Periodo Sistema | Época Serie       | Edad Piso                | Inicio, en millones de años |
| ----------- | --------------- | ----------------- | ------------------------ | --------------------------- |
| Paleozoico  | Pérmico         | Pérmico           | Pérmico                  | 298,9±0,15                  |
| Paleozoico  | Carbonífero     | Carbonífero       | Carbonífero              | 358,86±0,19                 |
| Paleozoico  | Devónico        | Superior/Tardío   | Fameniense Famenniano    | 372,15±0,46                 |
| Paleozoico  | Devónico        | Superior/Tardío   | Frasniense Frasniano     | 382,31±1,36                 |
| Paleozoico  | Devónico        | Medio             | Givetiense Givetiano     | 387,95±1,04                 |
| Paleozoico  | Devónico        | Medio             | Eifeliense Eifeliano     | 393,47±0,99                 |
| Paleozoico  | Devónico        | Inferior/Temprano | Emsiense Emsiano         | 410,62±1,95                 |
| Paleozoico  | Devónico        | Inferior/Temprano | Pragiense Pragiano       | 413,02±1,91                 |
| Paleozoico  | Devónico        | Inferior/Temprano | Lochkoviense Lochkoviano | 419,62±1,36                 |
| Paleozoico  | Silúrico        | Silúrico          | Silúrico                 | 443,1±0,9                   |
| Paleozoico  | Ordovícico      | Ordovícico        | Ordovícico               | 486,8 ±1,5                  |
| Paleozoico  | Cámbrico        | Cámbrico          | Cámbrico                 | 538,8±0,6                   |

El Pragiense o Pragiano es el segundo piso y edad del Devónico Inferior/Temprano en la escala temporal geológica. Sucede al Lochkoviense y precede al Emsiense. Se inició hace unos 413,02 millones de años y terminó hace unos 410,62 millones de años.
El nombre del Pragiense procede de la ciudad de Praga (República Checa).

## Sección estratotipo y punto de límite global (GSSP)
La sección estratotipo y punto de límite global (GSSP) para la base del Pragiense está en la sección de Velká Chuchle, distrito catastral que forma parte de la ciudad de Praga (República Checa). Se caracteriza por la primera aparición del conodonto Eognathodus sulcatus sulcatus. El piso y el GSSP fueron aprobados por la Comisión Internacional de Estratigrafía en octubre de 1988 y ratificados por la Unión Internacional de Ciencias Geológicas en febrero de 1989.
El techo del Pragiense se define por el GSSP de la base del Emsiense, que se caracteriza por la primera aparición del conodonto Polygnathus kitabicus.